# Benkovac (żupania brodzko-posawska)
Benkovac – wieś w Chorwacji, w żupanii brodzko-posawskiej, w gminie Okučani. W 2011 roku liczyła 120 mieszkańców.